# Awaken Demons
Awaken Demons war eine 2005 gegründete Hardcore-Punk-Band aus Cesena, Emilia-Romagna, Italien.

## Geschichte
Awaken Demons wurde in der zweiten Jahreshälfte des Jahres 2005 in der italienischen Stadt Cesena von den Musikern Luca Zattoni, Nicola Lelli, Andrea Bassetti und Enrico Bernardi gegründet. Nachdem die Gruppe im Jahr 2008 ihr Debütalbum From Heaven to Hell über Demons Run Amok Entertainment veröffentlichten, wurde das Label Trustkill Records auf die Musiker aufmerksam und nahm diese im Jahr 2009 unter Vertrag. Im Jahr 2008 spielte die Gruppe Konzerte mit Gruppen wie First Blood, Evergreen Terrace, Sworn Enemy und A Day to Remember.
Im Jahr 2009 erschien mit The Mirror das zweite Album, welches von Trustkill verlegt wurde. Vincent Bennet von The Acacia Strain und Karl Buechner von Earth Crisis sind als Gastsänger auf dem Album zu hören. Im Jahr 2011 nahm das Label Siege of Amida Records die Band unter Vertrag und brachte 2012 das nach der Gruppe benannte dritte Studioalbum auf dem Markt. Im März des Jahres 2012 tourte die Band mit Annotations of an Autopsy durch mehrere Städte in Mitteleuropa. Noch im gleichen Jahr kündigte die Gruppe an, das Label wieder zu verlassen und kritisierten das Label dafür, die Musiker nicht bei der Bewerbung des Werks unterstützt zu haben.
Im April 2013 unterschrieb die Band einen Vertrag bei Beatdown Hardwear. Außerdem wurde angekündigt, dass am Ende des Jahres die Veröffentlichung ihres vierten Studioalbums Hell Ain’t Hard to Find anstehe, jedoch wurde dieses nie veröffentlicht. Awaken Demons lösten sich im Jahr 2014 auf.

## Musik
Die Musik der Gruppe spielte eine klassische Variante des Hardcore, welche sich auf dem Debütalbum From Heaven to Hell häufig im Midtempo-Bereich bewegt und von Gruppen wie Shattered Realm beeinflusst wurde. Die Band bezeichnete sich als Straight-Edge-Band, die an Freundschaft und Loyalität glauben. Kritisiert wurde, dass die Kompositionen der Lieder auf dem Debütalbum eintönig ausgefallen seien.
Auf dem zweiten Album The Mirror setzten die Musiker laut eines nicht namentlich bekannten Rezensenten auf Metal.de ihren „Tough-Guy-Straight-Edge“-Sound fort, welcher an Throwdown zu „Haymaker“-Zeiten erinnert, wobei der Kritiker schreibt, dass die Gruppe exakt nach Throwdown klingen. Umgekehrt wurde The Mirror bei Stormbringer.at wesentlich wohlwollender wahrgenommen. Vor allem der Stimme des Frontsängers wurde ein Wiedererkennungswert attestiert.
In ihrer Musik arbeiteten die Musiker mit Breakdowns und Doublebass. Der Gruppe wurde attestiert mit dem Mittelfeld des Metalcore mithalten zu können.

## Diskografie

### Split-CDs
- 2011: Split mit Pay No Respect

### Alben
- 2008: From Heaven to Hell (Demons Run Amok Entertainment, Seventh Dagger)
- 2009: The Mirror (Trustkill Records)
- 2012: Awaken Demons (Siege of Amida Records)